# A+ Ivoire
Ne doit pas être confondu avec A+ (chaîne de télévision).
Pour les articles homonymes, voir A+.
A+ Ivoire, stylisée A+IVOIRE est une chaîne de télévision ivoirienne de divertissement familiale créée le 15 janvier 2019. Il fait passer les mêmes programmes que A+.

## Histoire
A+ Ivoire, créée le 15 janvier 2019 c'est la version localisée de A+. Elle est diffusée sur le canal 5 de la TNT ivoirienne dès son lancement.
le Directeur de cette chaîne ne nomme Michel Muntombo-Cartier   

## Programmation
La chaîne propose des séries télévisées africaines en français et des émissions de divertissement et de jeux.